# Gossypium hirsutum
Gossypium hirsutum ist eine Pflanzenart aus der Gattung Baumwolle (Gossypium). Sie stammt aus dem tropischen Amerika und wird inzwischen weit verbreitet zur Gewinnung von Baumwollfasern angebaut.

## Beschreibung
Gossypium hirsutum ist ein ausdauernder Strauch, der eine Wuchshöhe von 1,5 bis 2 m erreicht. In Kultur wird die Pflanze als einjährige gezogen und wird dann 60 bis 150 cm hoch. Die Sprossachse ist grün, gelegentlich rötlich überlaufen, sie ist mit einfachen Haaren besetzt, die im Laufe der Zeit abfallen. Die Laubblätter sind dreilappig, selten auch fünflappig, die obersten manchmal ungelappt. Die Blattlappen sind breit dreieckig und enden lang ausgezogen. Das Blatt wird 5 bis 10 cm lang, die Breite ist etwas größer als die Länge. Der Blattgrund ist herzförmig, der Blattstiel ist 3 bis 10 (14) cm lang. Der Blattstiel und die Blattunterseite sind behaart, die Oberseite nur spärlich. Die Nebenblätter sind 0,5 bis 1 cm lang, sie fallen bald ab.
Die Blüten stehen einzeln in den Blattachseln. Die Blütenstiele sind 1 bis 1,5 Zentimeter lang, sie verlängern sich bis zur Fruchtreife auf 2,5 cm. Der Außenkelch besteht aus drei nicht miteinander verwachsenen Hüllblättern. Sie sind 2 bis 4 cm lang und 1,5 bis 3 cm breit, behaart, vorne mit sieben bis neun spitzen Zacken, am Grund herzförmig. Der schüsselförmige Kelch hat fünf bewimperte Lappen. Die Kronblätter sind weiß bis gelblich, im Verblühen rötlich. Sie messen 4 bis 5,5 cm Länge bei 3,5 bis 4,5 cm Breite, sie sind umgekehrt-eiförmig. Die Columna ist 1 bis 2 cm lang.
Die Kapselfrucht ist drei- bis fünfteilig, oval, vorne geschnäbelt. Sie wird 3 bis 4 cm lang und 2 bis 3 cm breit. Die ovalen Samen sind 0,3 bis 0,5 cm groß. Sie sind von langen weißen Fasern sowie hellgrauen, kurzen, fest haftenden Fasern umgeben.
Die Chromosomenzahl beträgt 2n = 52.

## Verbreitung
Gossypium hirsutum stammt aus dem tropischen Amerika, eventuell aus Mexiko. Sie wird weltweit in den Tropen und Subtropen kultiviert. Der vierfache Chromosomensatz von Gossypium hirsutum stammt von zwei unterschiedlichen Ausgangsarten (Allopolyploidie). Der eine Teil des Chromosomensatzes ähnelt dem amerikanischer Arten, der zweite Teil allerdings dem afrikanischer Arten. Wann die Kreuzung der beiden Ausgangsarten stattfand ist unklar: Vorgeschlagen wurde ein Zeitpunkt vor der Trennung Afrikas und Südamerikas (vor 60 – 100 Millionen Jahren) oder ein Austausch durch den Menschen vor wenigen hundert Jahren. Molekulargenetische Untersuchungen deuten allerdings auf ein Alter von Gossypium hirsutum von 1 bis 2 Millionen Jahren; wie der Austausch der heute auf verschiedenen Kontinenten räumlich getrennten Ausgangsarten stattfand, ist unklar.

## Verwendung

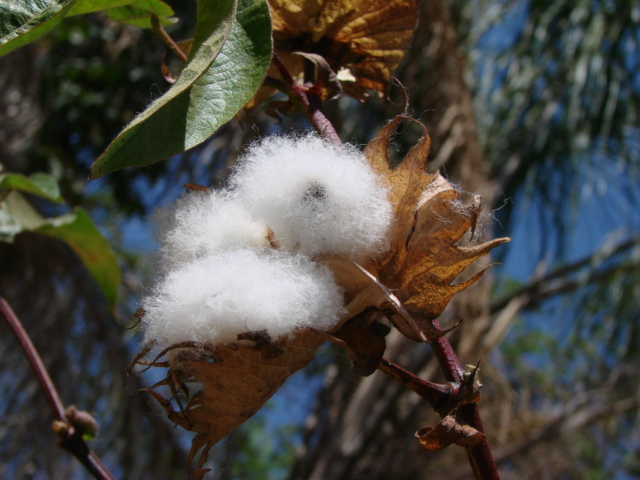
Baumwollfasern von Gossypium hirsutum

Gossypium hirsutum ist der wichtigste Lieferant von Baumwollfasern. Etwa 90 % der weltweiten Baumwollproduktion basieren auf G. hirsutum. Der erste Anbau fand wahrscheinlich auf der Halbinsel Yucatán statt, von dort verbreitete er sich über Mittelamerika, die Karibik bis in den Norden Südamerikas. Frühe züchterische Veränderungen betreffen vor allem die Reduzierung der Keimruhe sowie eine rasche, von Photoperiodismus unbeeinflusste Blüte.
Die Samen sind essbar, auch kann aus ihnen Baumwollsamenöl gewonnen werden.